# 1996 UF
1996 UF är en asteroid i huvudbältet som upptäcktes den 16 oktober 1996 av den japanska astronomen Takao Kobayashi vid Ōizumi-observatoriet.
Asteroiden har en diameter på ungefär 4 kilometer.